# Claude Titre
Claude Titre (30 décembre 1930 à Rabat - 29 janvier 1985 à Paris) est un acteur français, qui a entre autres interprété le rôle de Bob Morane (Billy Kearns jouant Bill Ballantine) dans une série télévisée diffusée en 1965 sur la seconde chaîne de l'ORTF.

## Biographie
Il est d'abord typographe, puis speaker à Radio-Casablanca. Il s'installe à Paris en 1957.

## Théâtre
- 1958 : Les Murs de Palata d'Henri Viard, mise en scène Georges Douking, Théâtre du Vieux-Colombier
- 1964 : Le Marchand de cercueils, Césaire ou la puissance de l'esprit de Jean Schlumberger, mise en scène Jean-Paul Cisife, Théâtre des Mathurins
- 1965 : L'Esclave d'Amiri Baraka, mise en scène Antoine Bourseiller, Poche Montparnasse
- 1966 : L'Esclave de LeRoi Jones, mise en scène Antoine Bourseiller, Théâtre des Mathurins
- 1966 : La Fête noire de Jacques Audiberti, mise en scène Georges Vitaly, Festival du Marais Hôtel de Sully, Théâtre La Bruyère
- 1970 : Madame de Rémo Forlani, mise en scène Sandro Sequi, Théâtre de la Renaissance
- 1970 : Les Doigts d'acier de Jean Marcillac d'après Virginia Coffman, Noces de papier de Charles Maître, Les Risques du métier de Gil Baladou d'après Bernard Serre, mise en scène Richard Schilling, Théâtre 347
- 1971 : Le Train de l'aube de Tennessee Williams, mise en scène Jean-Pierre Laruy, théâtre Édouard VII
- 1980 : Dom Juan de Molière, mise en scène Jean-Claude Robbe au Théâtre de la Porte-Saint-Martin[3]
- 1980 : Le Bossu de Paul Féval, mise en scène Michel le Royer au Cirque d'hiver[réf. nécessaire]

## Filmographie

### Cinéma
- 1959: La Nuit des traqués, de Bernard Roland, d'après le roman éponyme : Benoît Becker, La Nuit des traqués, Paris, 1957, Fleuve noir, Spécial police, numéro 125
- 1959: Bal de nuit de Maurice Cloche
- 1960: Le Cercle vicieux de Max Pécas
- 1961: Le Triomphe de Michel Strogoff de Victor Tourjanski : Lieutenant Vassiliev
- 1962: La Salamandre d'or de Maurice Régamey
- 1969: Les Gommes de Lucien Deroisy
- 1970: La Maison des bories de Jacques Doniol-Valcroze

### Télévision
- 1960 : Le Fils du cirque, série télévisée de Bernard Hecht
- 1965 : Bob Morane (Les Aventures de Bob Morane)
- 1968 : Les Hauts de Hurlevent (mini-série) d'après Emily Brontë, adaptation de Michel Subiela, réalisation de Jean-Paul Carrère : Heathcliff
- 1969 : La Passion d'Anne-Catherine Emmerich (série Le Tribunal de l'impossible), de Michel Subiela : Clements Bretano
- 1971 : La Possédée, téléfilm d'Éric Le Hung : Urbain Grangier
- 1973 : Le Château perdu, téléfilm de François Chatel : le Baron de Fargues
- 1974 : Paul et Virginie, de Pierre Gaspard-Huit
- 1975 : Hugues-le-Loup, de Michel Subiela
- 1976 : Le Milliardaire, téléfilm de Robert Guez : Pierre Mazade
- 1977 : Au théâtre ce soir : Enquête à l'italienne de Jacques de La Forterie, mise en scène Daniel Crouet, réalisation Pierre Sabbagh, Théâtre Marigny
- 1978 : Les Enquêtes du commissaire Maigret, épisode : Maigret et l'Affaire Nahour de René Lucot : Pierre Nahour
- 1984 : L'Homme de Suez, de Christian-Jaque
- 1985 : Châteauvallon : Maurice

## Sources
1. ↑  Archives en ligne de Paris, 13e arrondissement, année 1985, acte de décès no 286, cote 13D 516, vue 30/31
2. ↑  Télé 7 Jours n°346, semaine du 5 au 11 novembre 1966, p.19
3. ↑  « Claude Titre | Les Archives du Spectacle », sur www.lesarchivesduspectacle.net, 13 novembre 19 (consulté le 5 juin 21).